# Ramsar
Ramsar (perz. رامسر) je grad u pokrajini Mazandaran u Iranu, na obali Kaspijskog jezera. Prema popisu stanovništva iz 2006. godine imao je 31.659 stanovnika (9421 obitelj). Grad Ramsar je mjesto je s najvećim stupnjem prirodnog ionizirajućeg zračenja u svijetu: i do 260 mSv godišnje. Trenutna prosječna ekvivalentna doza za radnike u nuklearnim elektranama je 20 mSv/godinu, u prosjeku za 5 godina, ali najveća dopuštena ekvivalentna doza je 50 mSv u jednoj godini.
Ramsar je poznato turističko mjesto u Iranu, prije svega po termalnim izvorima, zelenim šumama na planini Alborz i odmaralištu koje je posjećivao posljednji iranski šah. Većina ionizirajućeg zračenja dolazi od izotopa radija-226, a manje količine radioaktivnosti nastaju djelovanjem uranija i torija. U okolici Ramsara ima 9 termalnih izvora s različitim količinama ionizirajućeg zračenja, a turisti ih koriste kao lječilišta.
Ovaj visoki stupanj radioaktivnosti izgleda da ne utječe na zdravlje lokalnog stanovništva, koji su izgleda kroz povijest stvorili otpornost. Postoje tvrdnje da su stanovnici čak i zdraviji, te duže žive nego prosječno stanovništvo u Iranu. Ove činjenice su navele neke znanstvenike čak da pokušaju promijeniti podatke za dozv oljene apsorbirane doze ionizirajućeg zračenja. Čak i poljoprivredni proizvodi iz okolice Ramsara imaju povećanu dozu radioaktivnosti. Ipak, 1800 stanovnika koji žive u najkritičnijim područjima je premali uzorak da bi se izvukli znanstveni zaključci o povećanoj radioaktivnosti. Neke iranske studije su pokazale da lokalno stanovništvo ima znatno veći prosjek CD69 gena, višu učestalost stabilnih i nestabilnih kromosomskih nenormalnosti i veći stupanj ženske neplodnosti.

## Ramsarska konvencija
Ramsarska konvencija je konvencija o močvarama koja je nastala kao plod borbe za zaštitu močvara 2. veljače 1971. u iranskom gradu Ramsaru, a dan usvajanja konvencije proglašen je Međunarodnim danom zaštite močvara. 
U močvarna područja pripadaju: močvare, bare, rijeke, jezera, pojilišta, navodnjena zemljišta, slatine, šljunčane jame, kanali, mangrove, koraljni grebeni, ribnjaci i uzgajališta rakova, a mogu sadržavati obalne zone koje graniče s močvanim područjima, te vodene mase morske vode dublje od 6 m za vrijeme oseke koje leže unutar močvarnih područja.
Ugrožavanje močvarnih područja nastaje isušivanjem, zatrpavanjem, zagađivanjem, preinačavanjem, prekomjernom eksploatacijom i unošenjem stranih vrsta.

## Poveznice
- Zračna luka Ramsar

## Vanjske poveznice
- (perz.) Službene stranice Grada Ramsara  Arhivirana inačica izvorne stranice od 20. srpnja 2020. (Wayback Machine)

Ostali projekti
|  | Zajednički poslužitelj ima još gradiva o temi Ramsar |